# Ahırlı
Ahırlı là một huyện thuộc tỉnh Konya, Thổ Nhĩ Kỳ. Huyện có diện tích 421 km² và dân số thời điểm năm 2007 là 6080 người, mật độ 14 người/km².